# The Yankee Girl
The Yankee Girl er en amerikansk stumfilm fra 1915 af Jack J. Clark.

## Medvirkende
- Blanche Ring som Jessie Gordon.
- Forrest Stanley som Jack Lawrence.
- Herbert Standing som Ambrose Castroba.
- Howard Davies som James Seavey.
- Harry Fisher Jr. som Willie Fitzmaurice.